# Atari GTIA

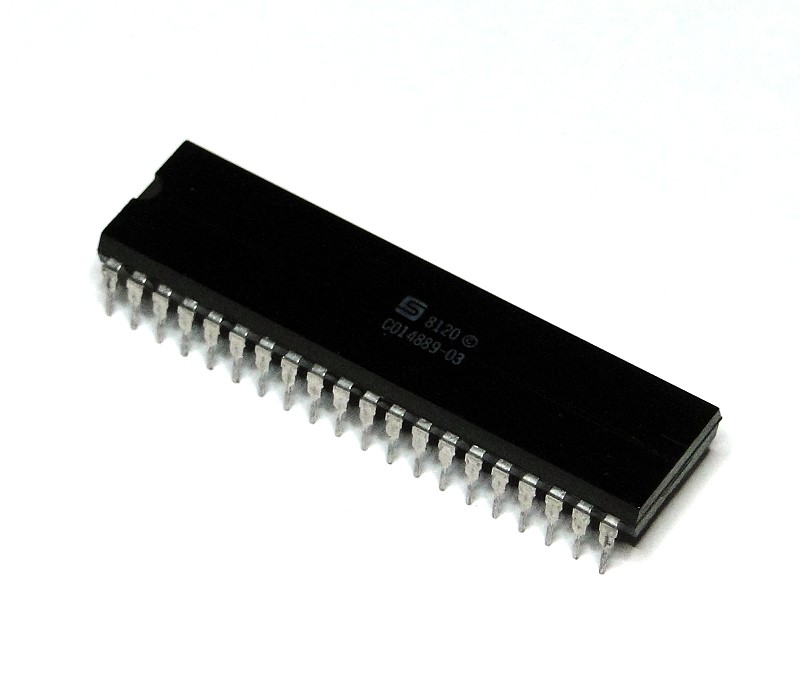
Atari GTIA

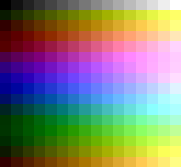
Farbpalette des GTIA-Chips (NTSC-Version)

Der Graphic Television Interface Adaptor (GTIA) und sein Vorgängermodell Color Television Interface Adaptor (CTIA) sind elektronische Spezialbausteine des US-amerikanischen Herstellers Atari, die verschiedene Aufgaben hauptsächlich im Bereich der Bilderzeugung übernehmen. Sie wurden in verschiedenen Versionen für die Fernsehnormen NTSC, PAL und SECAM entwickelt und finden sich in den Heimcomputern Atari 400 (CTIA, ab 1982 GTIA), Atari 800 (CTIA, ab 1982 GTIA), den Modellen der XL- und XE-Reihe sowie in der Spielekonsole Atari 5200.

## Arbeitsweise
Nachdem der Mikroprozessor ANTIC die Grafikdaten für den aktuellen Pixel (Bildpunkteblock) verarbeitet hat, werden im zweiten Arbeitsgang – vor der Ausgabe beispielsweise am Fernseher – benutzerdefinierbare Bestandteile durch den GTIA hinzugefügt. Dazu zählt die Kolorierung mithilfe einer Palette von 16 Farben in jeweils 16 Helligkeiten und das Integrieren der Bilddaten von maximal acht unabhängigen aber jeweils einfarbigen Grafikobjekten, den Sprites. Während diese im Atari-Jargon auch „Player“ und „Missiles“ genannten Objekte gemäß benutzerdefinierbaren Überlappungsregeln in das Hintergrundbild kopiert werden, erfolgt gleichzeitig eine Kollisionsprüfung. Dabei wird festgestellt, ob sich die Sprites untereinander oder bestimmte Teile des Hintergrundbildes („Playfield“) am aktuell bearbeiteten Bildpunkteblock berühren. Diese Fähigkeiten wurden – wie sich bereits anhand der Namensgebung „Playfield“, „Player“ und „Missiles“ abzeichnet – zur vereinfachten Erstellung von Spielen mit interagierenden Grafikobjekten und schnellem Spielgeschehen entwickelt. Im letzten Arbeitsgang wird aus den zusammengeführten Grafikdaten des aktuell bearbeiteten Bildpunktes das eigentliche Videosignal erzeugt und in den HF-Modulator zur Ausgabe am angeschlossenen Fernseher eingespeist. Danach wiederholt sich die mit der ANTIC-Vorverarbeitung beginnende Prozedur für den nächsten Bildpunkteblock so lange, bis das gesamte Bild am Fernseher dargestellt ist. Daneben übernimmt der Baustein weitere Aufgaben wie beispielsweise das Abfragen der Joysticks und einiger spezieller Tasten.